# Боспорские агоны
«Боспорские агоны» (рус. Боспорские агоны) — международный фестиваль античного искусства в Крыму. Проводится в Керчи на горе Митридат и в её окрестностях с 1999 года и охватывает широкий спектр жанров, включая кино, театр, танец, литературу и визуальное искусство.

## История
«Боспорские агоны» были начаты в Керчи Керченским историко-культурным фондом «Боспор». В дальнейшем организаторами фестиваля были Министерство культуры и туризма Украины, Министерство культуры и искусства АРК при поддержке Федерального агентства по культуре и кинематографии России.
С 2007 фестиваль проходил в разных городах Крыма, а в 2012 вернулся в Керчь.
После Аннексии Крыма Российской Федерацией фестиваль сохранился и далее проводится в Керчи.
Организацию и финансирование фестиваля в настоящее время проводит Совет министров Республики Крым.
Информационную поддержку мероприятия осуществляет портал Культура. РФ.
Научную составляющую мероприятия курирует Восточно-Крымский историко-культурный музей-заповедник, который последние несколько лет организует тематические научные конференции. В 2021 году к 195-летиею Керченского музея древностей международная научно-практическая конференция «Археология и история Боспора». В 2022 году «Крым и Международное культурное сотрудничество».
XXIV фестиваль приветствовал директор Государственного Эрмитажа и Президент Союза музеев России М. Б. Пиотровский.
В марте 2023 ТАСС анонсировал проведение Юбилейного XXV фестиваля античного искусства «Боспорские агоны». Форум пройдет с 9 по 14 июня в Керчи сообщила замминистра культуры Республики Крым Анна Килеса.